# Cortes (Navarra)
Cortes település Spanyolországban, Navarra autonóm közösségben. Cortes Ablitas, Ribaforada, Buñuel, Tauste, Novillas és Mallén községekkel határos. Lakosainak száma 3160 fő (2024).

## Népesség
A település népessége az elmúlt években az alábbi módon változott:
| Lakosok száma | 3329 | 3339 | 3350 | 3404 | 3281 | 3199 | 3137 | 3151 | 3184 | 3160 |
|               | 2001 | 2004 | 2007 | 2009 | 2012 | 2014 | 2017 | 2019 | 2022 | 2024 |